# Von-der-Tann-Straße 2 (Bad Kissingen)

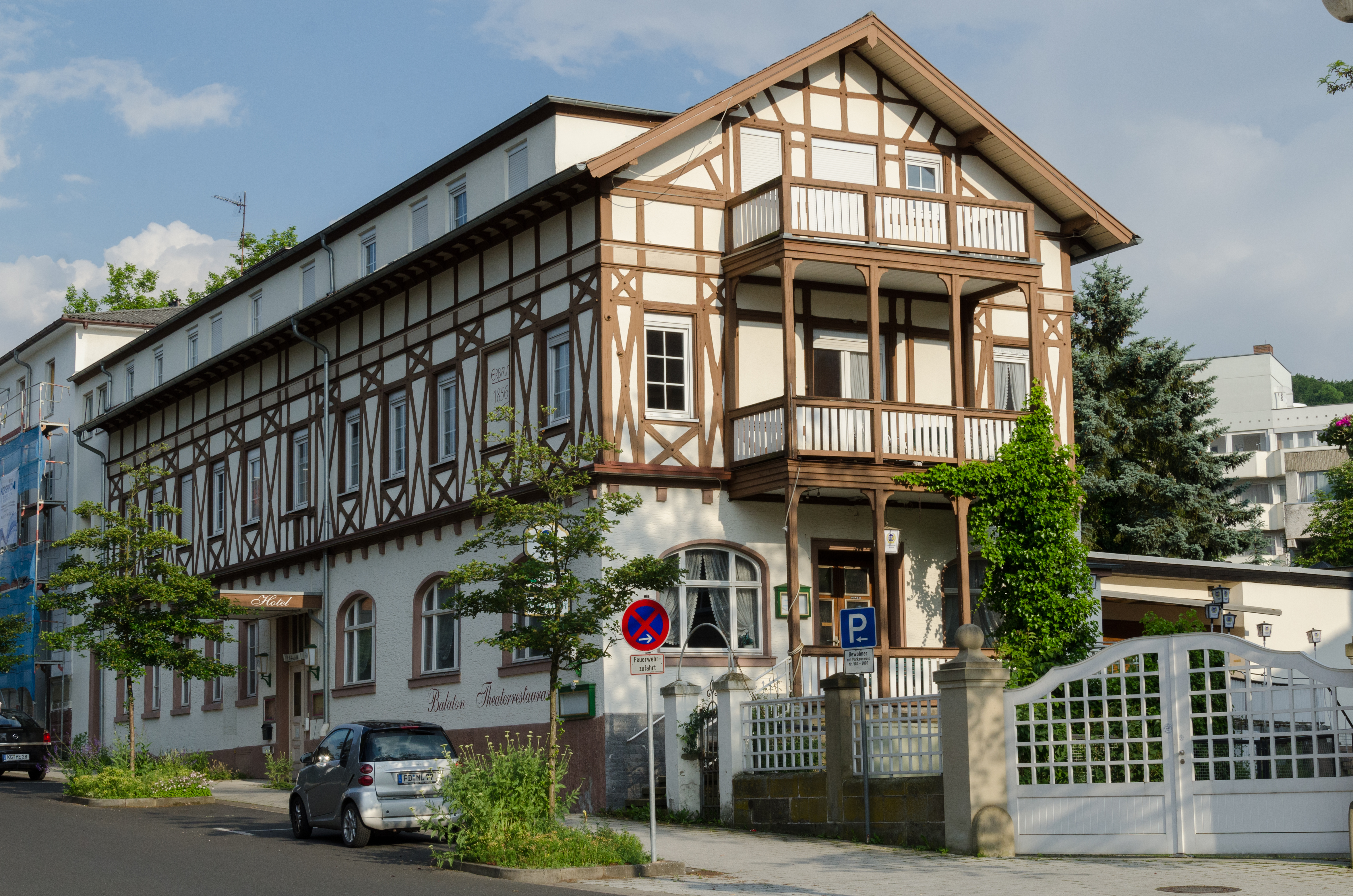
Von-der-Tann-Straße 2 in Bad Kissingen

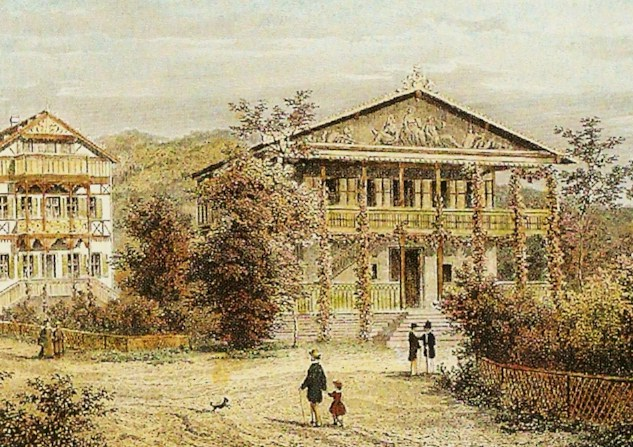
Kolorierter Stahlstich (ca. 1860): Darstellung des Kurtheaters von 1856; links im Bild das Anwesen Von-der-Tann-Straße 2

Das Anwesen Von-der-Tann-Straße 2 in der Von-der-Tann-Straße in Bad Kissingen, der Großen Kreisstadt des unterfränkischen Landkreises Bad Kissingen gehört zu den Bad Kissinger Baudenkmälern und ist unter der Nummer D-6-72-114-359 in der Bayerischen Denkmalliste registriert.

## Geschichte
Das Anwesen wurde ursprünglich als Restaurantgebäude des Bad Kissinger Kurtheaters im Jahr 1856 im Schweizerhausstil errichtet. Da das ebenfalls 1856 errichtete Kurtheater (Vorgängerbau des heutigen, 1904 errichteten Kurtheaters) über keine Aufenthaltsräume für das Publikum verfügte, war der Bau eines separaten Restaurantgebäudes für das Theater erforderlich.
Bei dem Anwesen handelt es sich um einen zweigeschossigen Satteldachbau mit massivem Erdgeschoss, Fachwerkoberstock und östlichen Balkonvorbauten. Der Baustil entspricht dem   des 1856 errichteten Kurtheaters. Im ursprünglichen Zustand waren die Giebelfront, der Kniestock, die Giebelschräge, das obere Giebeldreieck sowie die Brüstungen und Interkolumnien mit Zierelementen in Form von üppigen Füllungen in Laubsägearbeit versehen.
Später wurde das Anwesen als Kurpension umgebaut.